# Le Petit-Celland
Le Petit-Celland är en kommun i departementet Manche i regionen Normandie i norra Frankrike. Kommunen ligger i kantonen Brécey som tillhör arrondissementet Avranches. År 2022 hade Le Petit-Celland 175 invånare.

## Befolkningsutveckling
Antalet invånare i kommunen Le Petit-Celland
| Referens: INSEE |